# Mi ricordo Anna Frank
Mi ricordo Anna Frank è un film per la televisione del 2010 diretto da Alberto Negrin, con protagonista Rosabell Laurenti Sellers.

## TV movie
Mi ricordo Anna Frank è un TV movie di produzione integralmente italiana. È stato però girato in lingua inglese al fine di facilitarne la distribuzione internazionale.
Il soggetto è stato scritto da Alberto Negrin e Gabriella Schina, che si sono ispirati liberamente al libro Mi ricordo Anna Frank - Riflessioni di un'amica di infanzia di Alison Leslie Gold, pubblicato in Italia da Bompiani.
Il film televisivo venne trasmesso in prima visione su Rai 1 il 27 gennaio 2010, in occasione della Giornata della memoria, ottenendo 7.022.000 spettatori e il 25,80% di share. La colonna sonora è di Ennio Morricone. I personaggi sono stati doppiati in italiano perché il film è stato girato in lingua inglese. Le riprese sono state effettuate nel Sottocampo di Trzebinia (uno dei sottocampi del Campo di concentramento di Auschwitz in Polonia) sia nelle scene in cui si trovano ad Auschwitz sia in quelle in cui si trovano a Belsen (quest'ultimo oggi non esiste, i soldati inglesi lo distrussero interamente).

## Trama
Hanneli Goslar e Anna Frank, sono due adolescenti tedesche di origine ebrea che vivono ad Amsterdam da quando le famiglie sono state costrette ad abbandonare la Germania, a seguito dell'avvento al potere di Hitler e la promulgazione delle leggi razziali. La loro amicizia è molto profonda, ma saranno costrette a dividersi, poiché con l'occupazione tedesca, e le conseguenti improvvise sparizioni di amici e parenti, la stessa famiglia Frank si era rifugiata in un piccolo alloggio segreto, ricavato in una soffitta, dove, con tutte le difficoltà relative, passò più di due anni assieme ad altri ebrei. Le due amiche si ritroveranno loro malgrado nel campo di concentramento di Bergen-Belsen, dove Anna è tra i deportati senza alcun privilegio e dove troverà la morte ad un solo mese dall'arrivo da parte degli alleati, mentre Hanneli, che era tra quelli con privilegi, riuscirà a sopravvivere e a ricordare l'amica morta.
Ma solo dopo la fine della guerra Hanneli verrà a conoscenza della morte dell'amica, quando Otto Frank andrà a trovarla in ospedale e le dirà che sua figlia non è sopravvissuta. Otto diventa così il padre adottivo di Hanneli e riesce a farla arrivare a quel paese dove finalmente può iniziare una nuova vita. Una delle persone che più si prodigarono nel proteggere e dare assistenza alla famiglia Frank era Miep Gies che, dopo l'arresto degli sfortunati protagonisti, aveva ritrovato e conservato gli appunti ed il diario di Anna Frank, e che consegna quindi ad Otto, unico sopravvissuto della famiglia, al suo ritorno. Otto lo legge e dice tra le lacrime: "Grazie... qui Anna è ancora viva".
In una parte, un rabbino viene "salvato" da un soldato: Buch, che pare avere un esame da sostenere e perciò ha bisogno di un maestro. Il soldato decide quindi di prelevare un rabbino ebreo, separandolo dai suoi piccoli allievi.
Buch fa sedere con violenza il rabbino e gli ordina di porgli delle domande dal testo che aveva imparato.
Il rabbino gli pone invece domande morali, come "Chi è Dio?", "Cosa sono il bene o il male?", "Cos'è la coscienza?". In seguito tira un schiaffo a Buch che in risposta estrae la pistola e la punta in mezzo agli occhi del rabbino. Questi, addolorato, gli dice che Buch sa benissimo che sta agendo male e lo sapevano entrambi da prima che accadesse che quello era un'azione sbagliata. Il rabbino gli chiede allora per quale motivo si comporta così. Buch pare capire e i suoi occhi diventano lucidi. A quel punto un altro soldato lo prende con sé per un altro lavoro.